# Rohatyn (gmina)
Rohatyn – dawna gmina wiejska w powiecie rohatyńskim województwa stanisławowskiego II Rzeczypospolitej. Siedzibą gminy było miasto Rohatyn, które stanowiło odrębną gminę miejską.
Gminę utworzono 1 sierpnia 1934 r. w ramach reformy na podstawie ustawy scaleniowej z dotychczasowych gmin wiejskich: Czercze, Firlejów, Kleszczówna, Kutce, Perenówka, Podgrodzie, Podwinie, Potok, Putiatyńce, Ruda, Wierzbołowce, Zalipie i Załuże (część).
Po II wojnie światowej obszar gminy znalazł się w ZSRR.